# 阿里阿拉特一世
阿里阿拉特一世（古波斯語：Aryaraθa，亞蘭語：Ariorath，希臘語：Ἀριαράθης ，前405/404年—前322年），是波斯卡帕多細亞總督阿里亚美尼斯之子，前340年起為北卡帕多細亞總督，波斯帝國滅亡後自立為國王，統治期間從前340年－前322年。
前350年，阿里阿拉特曾幫助波斯國王阿爾塔薛西斯三世收復埃及，並在亞歷山大大帝入侵時盡力效忠大流士三世。當亞歷山大遠征征服南卡帕多細亞時，亞歷山大在這裡設置另一名總督與阿里阿拉特對抗，阿里阿拉特後來參與高加米拉戰役。然而，當亞歷山大逝世後，不知何時阿里阿拉特一世已經使用國王頭銜，並征服卡塔俄尼亞（Cataonia）擴張王國疆土，建立阿里阿拉特王朝。前322年，佩爾狄卡斯指派歐邁尼斯為卡帕多細亞總督，阿里阿拉特欲割據一方而拒絕聽從歐邁尼斯。佩爾狄卡斯率領軍隊進攻阿里阿拉特，阿里阿拉特兵敗被擒。佩爾狄卡斯將其全家處以磔刑殺死 。
在他死後，歐邁尼斯成為卡帕多細亞的統治者，然而阿里阿拉特一世的養子阿里阿拉特二世則逃到亞美利亞境內，最後反攻回卡帕多細亞，他後代傳承的卡帕多細亞王國阿里阿拉特王朝直到前96年才被羅馬共和國干涉下被阿里奧巴爾贊王朝取代。

## 生平

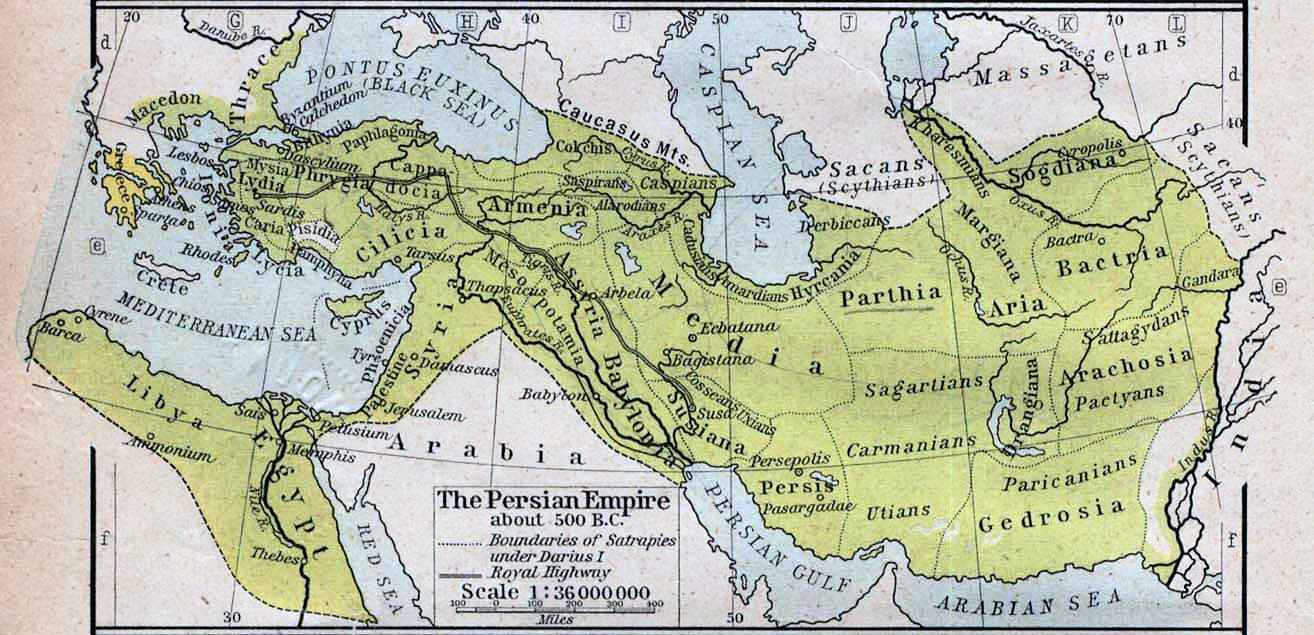
顯示阿契美尼德帝國的疆域地圖，時間約在前500年，威廉·謝潑德（William Robert Shepherd）1923年所繪

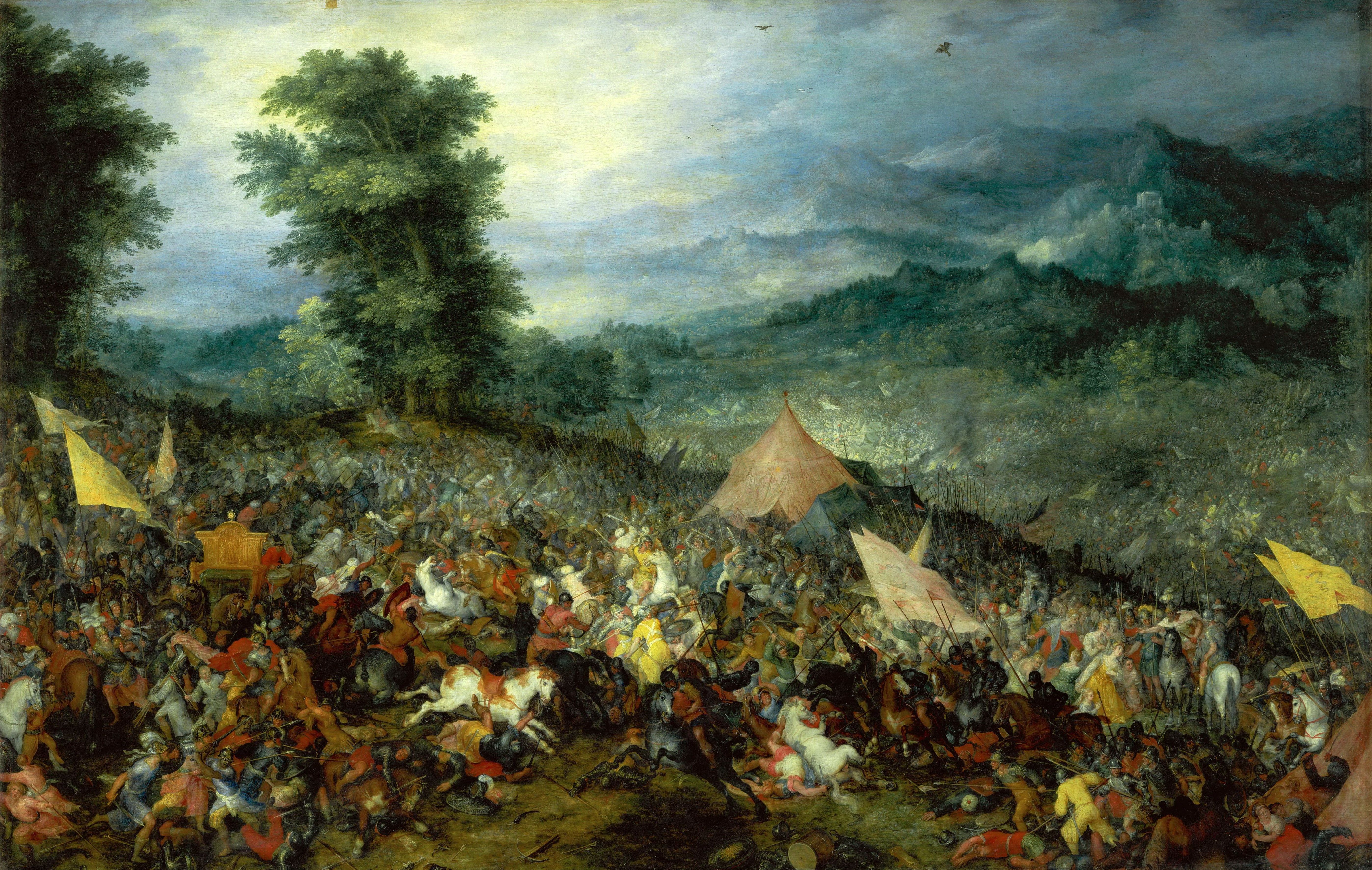
高加米拉戰役時代錯置的繪畫，由老揚·勃魯蓋爾（Jan Brueghel the Elder）1602年所繪

關於阿里阿拉特的記載很少，他的名字「阿里阿拉特」（Ariarathes）這個名字是古波斯語的希臘化轉寫，名字或許為「擁有亞利安人的喜悅」之意，在亞蘭語為「阿里歐拉特」（Ariorath或Ariourat），拉丁語轉寫為「阿里阿拉圖斯」（Ariaratus）。
阿里阿拉特可知是在前405/前404年出生，父親是阿里亚美尼斯，他還有兄弟名為歐洛斐涅斯（Orophernes或Holophernes），他開創了以他為名的阿里阿拉特王朝。他的家族是伊朗人古老的貴族，宣稱是幫助阿契美尼德帝國建國者居魯士大帝除去巴爾迪亞（Bardiya）的七人之一安纳法斯（Anaphas）後代。在波斯阿契美尼德帝國王中之王阿爾塔薛西斯二世統治時期（前404年–前358年），當時阿里阿拉特和他的家族在卡帕多細亞行省擔任次級官員，在總督達塔美斯管理之下。大約在前362年隨著達塔美斯被刺殺之後某刻，可能在阿爾塔薛西斯三世（前358年–前338年統治）登基之後，卡帕多細亞行省被分成南、北兩個行省，這分割可能是為了解決達塔美斯當總督時權力過大的問題，同時也可以增進行政效率。在前340年代阿里阿拉特繼承了他父親成為北卡帕多細亞行省總督，他所監管的地區在後世成為本都王國的領地。在他的統治之下他的行省治理穩定，這可以讓他可以派出行省軍隊去支援阿爾塔薛西斯三世征服埃及的軍事行動。
在大流士三世統治時期（前336年–前330年），馬其頓王國亞歷山大大帝率領遠征軍入侵波斯帝國領土。卡帕多細亞和隔壁的佛里幾亞地區成為阿契美尼德帝國抵抗的兵力匯集點，然而在前334年格拉尼庫斯河戰役中南卡帕多細亞行省總督密特羅布扎涅斯（Mithrobuzanes）戰死，使防禦戰術遭到挫敗。然後，馬其頓任命阿比斯塔邁涅斯（Abistamenes）為南卡帕多細亞行省總督，但他沒能控制住新征服的領地，隨後在歷史中消失。卡帕多細亞成為一個重要戰線，持續在阿里阿拉特領導下抵抗馬其頓的侵略，在亞歷山大的主力離開後，甚至波斯軍還收復一部分西小亞細亞領土。對於阿里阿拉特來說，他的總督轄區不僅沒有受到戰亂侵略，他還成為當地戰線的重要領導人物。儘管卡帕多細亞的波斯軍曾經發動三次反攻都遭到馬其頓佛里幾亞總督安提柯挫敗，但阿里阿拉特還是可以率軍親自支援波斯主力，於前331年出戰高加米拉戰役。高加米拉戰役決定性戰敗，也送葬了波斯阿契美尼德帝國的命運，在大流士三世死後波斯帝國覆亡，阿里阿拉特仍以加齊烏拉（Gaziura）為根據地統治著卡帕多細亞，他至死都在抵抗馬其頓人。
在前323年隨著亞歷山大大帝去世，他的馬其頓將軍們於巴比倫分封協議將卡帕多細亞分給歐邁尼斯。此時阿里阿拉特已經稱王，並且如同亞歷山大時一樣，阿里阿拉特在阿里阿拉特的力量強大且牢固，歐邁尼斯無法單獨靠自己攻下這片地區，且鄰近馬其頓總督們都不願意支持歐邁尼斯的行動。歐邁尼斯被迫向馬其頓帝國攝政佩爾狄卡斯求援，佩爾狄卡斯為了要爭取行省總督為他效忠，帶著腓力三世和亞歷山大四世兩位共治國王，親自率領馬其頓主力大軍來幫助歐邁尼斯攻打卡帕多細亞阿里阿拉特一世的領地。前322年佩爾狄卡斯帶著國王們與久經戰練的馬其頓王家大軍進入卡帕多細亞，阿里阿拉特一世當時相當富有，他不僅有能力聚集當地部隊還雇傭傭兵一同組建大軍，來對抗佩爾狄卡斯所領導的馬其頓帝國主力。然而他還是不敵馬其頓將士，戰敗被俘。同一年他和他大部分的家族成員被釘死在十字架上，卡帕多細亞國土都轉由歐邁尼斯統治。

## 錢幣

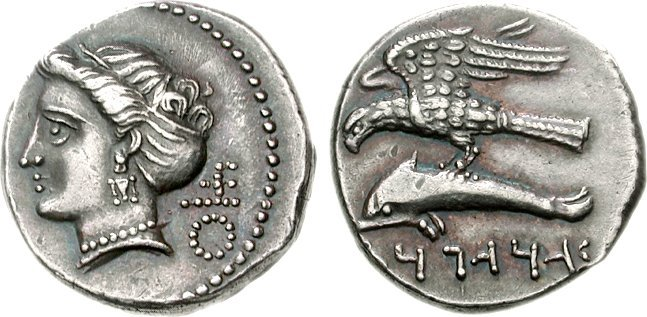
阿里阿拉特一世的錢幣，發行於錫諾普，年代約在前333年–前322年間

阿里阿拉特一世利用加齊烏拉和錫諾普的造幣廠發行他的錢幣，上面刻有阿契美尼德王朝的官方語言亞蘭語的銘文。在加齊烏拉發行的阿里阿拉特一世錢幣背面，刻有獅鷲攻擊一頭跪著的牡鹿，上頭刻有阿里阿拉特的名字縮寫「rywrt」。而這枚錢幣的正面是像宙斯式的巴力神坐像，左手拿著花環和權杖。右手則有一隻鷹棲息在手背上，坐著的人右手拿著一穗麥穗和葡萄藤枝，上頭刻著銘文「b'lgzyr」，意義為「加齊烏拉之主」。在風格上，這一枚阿里阿拉特發行的特殊錢幣與另一位阿契美尼德奇里乞亞總督馬扎亞斯在塔爾蘇斯所發行的錢幣很像，現代伊朗學家瑪麗·博伊斯和歷史學者Frantz Grenet認為這位像宙斯式的坐姿神明可能不是巴力神，而是祆教的阿胡拉·馬茲達神或是密特拉教密特拉神。
另一方面，阿里阿拉特一世在錫諾普發行的錢幣造型上跟這座城市的其他錢幣樣式很相似，僅用亞蘭語增加刻上阿里阿拉特一世的名字。在錫諾普發行的錢幣正面為城市名字來源的寧芙希諾佩（Sinope）像，她頭上繫著束髮帶（sphendone），外圍用園珠環繞錢幣邊緣來裝飾。錢幣的背面是展翼的老鷹，下方有一隻海豚並列，並用銘文刻著阿里阿拉特一世的名字。

## 後繼者
在阿里阿拉特一世去世後幾年，亞歷山大大帝的原將領安提柯擊敗歐邁尼斯，成為卡帕多細亞的統治者。在前301年伊普蘇斯戰役期間，阿里阿拉特一世一位流亡亞美尼亞的侄子阿里阿拉特二世，受到亞美尼亞王國和塞琉古一世的幫助下回到南卡帕多細亞重建政權。戰役後北卡帕多細亞被割給國王利西馬科斯，南卡帕多細亞則被分給另一位亞歷山大的繼業者塞琉古帝國巴西琉斯塞琉古一世。戰後對於塞琉古帝國而言，作為東西要道的南卡帕多細亞比北卡帕多細亞的戰略地位更為重要，因此塞琉古帝國便收阿里阿拉特二世為屬國，阿里阿拉特二世向塞琉古臣服。
隨著繼業者利西馬科斯和塞琉古一世相繼過世，曾經被阿里阿拉特一世統治的北卡帕多細亞被米特里達梯一世所建立的本都王國合併。大約差不多在前280年代，治理南卡帕多細亞的阿里阿拉特二世把總督位子傳給兒子阿里阿拉內斯。約在前255年前後，阿里阿拉內斯獲得國王的頭銜，重建卡帕多細亞王國自立。阿里阿拉特一世的後裔持續統治卡帕多細亞王國直到前96年被羅馬共和國干涉，換上新國王阿里奧巴爾贊一世，取代阿里阿拉特王朝統治。

## 腳註
1. 1 2   Brunner 1986，第406頁
2. ↑  Yavuz 2010，第49頁.
3. ↑  西西里的狄奧多羅斯, Bibliotheca, xviii. 16,  xxxi. 3 （页面存档备份，存于）; 君士坦丁堡的弗提一世, Bibliotheca, cod. 92 （页面存档备份，存于）; 阿庇安, "The Mithridatic Wars", 8; 琉善, Macrobioi, 13; 普魯塔克, 希臘羅馬名人傳, "Eumenes", 3 （页面存档备份，存于）;查士丁, Epitome of Pompeius Trogus, xiii. 6 （页面存档备份，存于）
4. 1 2  McGing 2012，第151頁
5. 1 2 3  Sherwin-White 1984，第51頁
6. 1 2  Erciyas 2006，第32頁
7. 1 2 3 4 5 6 7 8 9 10 11 12 13 14 15  Weiskopf 1990，第780–786頁
8. ↑   Schottky 2006
9. ↑  McGing 2012，第151頁; Weiskopf 1990，第780–786頁; Shahbazi 1986，第410–411頁
10. ↑  Boyce & Grenet 1991，第266–267, 281頁; Mørkholm 1991，第96頁
11. 1 2 3  Weiskopf 1987，第757–764頁
12. ↑  Schmitt 1994，第115–117頁.
13. 1 2 3 4 5 6 7 8 9 10 11 12 13 14  Boyce & Grenet 1991，第266頁.
14. ↑   Dusinberre 2013，第37頁
15. 1 2 3  Roisman 2012，第87頁
16. 1 2 3  Yavuz 2010，第49頁.
17. ↑  Roisman 2012，第87–88頁.
18. ↑  Roisman 2012，第88頁.
19. ↑  Raditsa 1983，第111頁
20. 1 2 3 4 5  Mørkholm 1991，第96頁.
21. ↑  Boyce & Grenet 1991，第266, 578頁.
22. 1 2  Hazel 2001，第29頁
23. ↑  Yardley 2011，第137頁.
24. ↑  Yavuz 2010，第50頁.

## 來源
- Boyce, Mary; Grenet, Frantz. Beck, Roger , 编. . Leiden: Brill. 1991. ISBN 978-9004293915.
- Brunner, C. J. . Yarshater, Ehsan  (编). . London and New York: Routledge & Kegan Paul: 406. 1986. ISBN 978-0-71009-104-8.
- Dusinberre, Elspeth R. M. . Cambridge: Cambridge University Press. 2013. ISBN 978-1107577152.
- Erciyas, Deniz Burcu. . Leiden: Brill. 2006. ISBN 978-9004146099.
- Hazel, John.  1. Routledge. 2001. ISBN 978-0415260329.
- 麥慶, 布萊恩. . 霍恩布洛爾, 西蒙; Spawforth, Antony; 埃迪諾, 艾絲特  (编).  4. Oxford: Oxford University Press. 2012  [2022-05-02]. ISBN 978-0199545568. （原始内容存档于2022-03-27）.
- Mørkholm, Otto. Westermark, Ulla; 格里爾森, 菲利普 , 编. . Oxford: Oxford University Press. 1991. ISBN 978-0521395045.
- Raditsa, Leo. . Yarshater, Ehsan  (编). . Cambridge: Cambridge University Press. 1983. ISBN 978-1139054942.
- Roisman, Joseph. . Austin: University of Texas Press. 2012. ISBN 978-0292742888.
- 施密特, 呂狄格爾. . Yarshater, Ehsan  (编). . London and New York: Routledge & Kegan Paul: 115–117. 1994. ISBN 978-1-56859-020-2.
- Schottky, Martin. . Salazar, Christine F.; Landfester, Manfred; Gentry, Francis G.  (编). . Brill Online. 2006  [2022-05-02]. （原始内容存档于2022-05-02）.
- 沙巴齊, A. Sh. . Yarshater, Ehsan  (编). . London and New York: Routledge & Kegan Paul: 410–411. 1986. ISBN 978-0-71009-104-8.
- Sherwin-White, Susan M. . Ling, Roger  (编). . Cambridge: Cambridge University Press. 1984. ISBN 978-0521243544.
- Weiskopf, Michael. . Yarshater, Ehsan  (编). . London and New York: Routledge & Kegan Paul: 757–764. 1987. ISBN 978-0-71009-107-9.
- Weiskopf, Michael. . Yarshater, Ehsan  (编). . London and New York: Routledge & Kegan Paul: 780–786. 1990. ISBN 978-0-71009-132-1.
- Yardley, J. C. Wheatley, Pat; 希克爾, 瓦德瑪 , 编. . Oxford: Oxford University Press. 2011. ISBN 978-0199277599.
- Yavuz, Mehmet Fatih. . Gagarin, Michael  (编). . Oxford: Oxford University Press. 2010  [2022-05-02]. ISBN 978-0195170726. （原始内容存档于2022-05-02）.
- Head, Barclay; Historia Numorum, "Cappadocia" （页面存档备份，存于）, (1911)
- 威廉·史密斯，《希腊羅馬的神話和傳記辭典》, "Ariarathes II", 波士頓, (1867)

| 統治者頭銜          | 統治者頭銜                               | 統治者頭銜            |
| ------------------- | ---------------------------------------- | --------------------- |
| 前任： 阿里亚美尼斯 | 卡帕多細亞统治者、國王 前350年 – 前322年 | 繼任： 阿里阿拉特二世 |